# ФК МЕТТА
ФК МЕТТА (на латвийски: FK Metta) е латвийски футболен отбор от град Рига. Създаден е от Futbola Skola „METTA“ (Футболна Школа МЕТТА) и Латвийския университет. Играе домакинските си мачове на стадион „Аркадия“.

## История
Футболна Школа МЕТТА е официално открита на 2 май 2006 г. Все пак самата школа съществува още от 2000 година. Преди това школата взема участие само в детски и юношески турнири. През 2007 г. Футболна Школа МЕТТА и Латвийския университет правят мъжкия тим ФШ МЕТТА / Латвийски университет. Започва учстие в Първа лига, а през 2011 г. я спечелва и печели право на участие във Вирслигата. През 2019 г. сменя предишното си название „МЕТТА/ЛУ“ на „ФК МЕТТА“.

## Успехи
Вирслига
- 7-мо (6): 2015, 2016, 2017, 2018, 2021, 2024

Първа лига (2 дивизия):
- Шампион (1): 2011

Купа на Латвия
- 1/2 финал (1): 2018